# Ньето, Мэтт
Мэттью Ньето (англ. Matthew Nieto; род. 5 ноября 1992, Лонг-Бич) — американский хоккеист мексиканского происхождения, нападающий клуба «Питтсбург Пингвинз».

## Карьера

### Клубная
С 2008 по 2010 годы играл за юниорские сборные США по программе развития и затем перешёл на студенческий уровень, где продолжил карьеру за команду Бостонского университета. По итогам сезона 2011/12 он стал вторым бомбардиром команды.
На драфте НХЛ 2011 году выбран в 2-м раунде под общим 43-м номером клубом «Сан-Хосе Шаркс», при этом он стал первым уроженцем Калифорнии, выбранным клубом.
1 апреля 2013 года подписал с командой трёхлетний контракт новичка. Оставшуюся часть сезона он доиграл за фарм-клуб «Шаркс» «Вустер Шаркс». 3 октября 2013 года дебютировал в НХЛ в матче против «Ванкувер Кэнакс», который «акулы» выиграли 4:1. 8 октября в матче против «Нью-Йорк Рейнджерс» запросил первую шайбу в карьере; помиио гола он отдал две голевые передачи и помог команде выиграть со счётом 9:2. В 2016 году в составе «Сан-Хосе Шаркс» дошёл до финала Кубка Стэнли в котором команда уступила «Питтсбургу» с общим счётом в серии 4-2.
18 июля 2016 года подписал с командой новый однолетний контракт. По ходу нового сезона, он обладал одной из худших статистик в команде и 5 января 2017 года перешёл в «Колорадо Эвеланш», который получил на него права.
25 июля 2017 года продлил на один год контракт с клубом. Отыграв сезон за «Эвеланш», который стал лучшим в его карьере по набранным очкам, 6 июля 2018 года подписал с командой новый двухлетний контракт.
После окончания контракта в качестве свободного агента вернулся в «Сан-Хосе Шаркс», с которым подписал однолетний контракт. По окончании сезона 21 июня 2021 года продлил с клубом контракт на два года.
25 января 2023 года вместе с Райаном Мёркли был обменян в «Колорадо Эвеланш», в который вернулся спустя три года.
1 июля 2023 года в качестве свободного агента перешёл в «Питтсбург Пингвинз», подписав с командой двухлетний контракт.

### Международная
В составе юниорской сборной США стал двухкратным чемпионом мира, победив на ЮЧМ-2009 и ЮЧМ-2010.